# F.E.A.R. 3
F.E.A.R. 3, of F.3.A.R, is een first-person shooter met een uitgebreide co-op. F.E.A.R. kwam uit in 2005, F.E.A.R. 2 in 2009, en F.E.A.R. 3 op 24 juni 2011.
Kenmerkend voor de F.E.A.R.-games is de paranormale horror-setting. Het spel is ontwikkeld door Day 1 Studios en wordt uitgegeven door Warner Bros. Interactive Entertainment voor PlayStation 3, Xbox 360 en Microsoft Windows.

## Gameplay
F.E.A.R. 3 bevat nieuwe elementen zoals een co-op-mode (multiplayer) en een nieuwe serie wapens. De spelers kunnen als Point Man en Paxton Fettel spelen. Dit zijn de twee hoofdrolspelers van de vorige twee F.E.A.R-games. Met Point Man kan de speler wapens gebruiken en de tijd vertragen. Met Fettel kan de speler Point Man assisteren door gebruik te maken van telekinesis. Hij kan met Fettel lichamen overnemen van de vijand. Dit kan enkel maar tijdelijk aangezien het lichaam van de persoon die hij inneemt langzaam kapotgaan. De speler kan het kapotgaan van het lichaam voorkomen door het eten van zielen van de mensen die hij doodde. Fettel kan ook vijanden "stunnen" en een schild rond Point Man vormen.
Opvallend is dat in F.E.A.R. 3 Alma niet mee doet. Ze verschijnt enkele malen in het spel maar maakt geen deel uit van het verhaal. Alma is de moeder van Point Man en Paxton Fettel.

## Ontvangst
| Beoordeeld door          | Jaar | Platform      | Score |
| ------------------------ | ---- | ------------- | ----- |
| The Escapist             | 2011 | Xbox 360      | 90%   |
| CD-Action                | 2011 | Windows       | 80%   |
| D+PAD Magazine           | 2011 | Xbox 360      | 80%   |
| AusGamers                | 2011 | Windows       | 79%   |
| GamingBolt               | 2011 | Xbox 360      | 75%   |
| GameSpy                  | 2011 | Windows       | 70%   |
| PC Gameplay (Benelux)    | 2011 | Xbox 360      | 70%   |
| Gamereactor (Zweden)     | 2011 | Windows       | 60%   |
| Gamereactor (Denemarken) | 2011 | Xbox 360      | 60%   |
| Gamekult                 | 2011 | PlayStation 3 | 50%   |